# Lista de programas transmitidos pelo Boomerang
Esta é uma lista de programas de televisão transmitidos pelo Boomerang nos Estados Unidos, Brasil, América Latina, Angola, Moçambique, Portugal, Reino Unido, Irlanda, Austrália e Nova Zelândia.

## Programação atual

### Estados Unidos
Esta é uma lista de programas atualmente transmitidos ao ar na programação do Boomerang nos EUA, a partir de 2 de outubro de 2016.
| Títulos originais                           | Títulos em Português                                                                          | Títulos em Português do Brasil          | Data de estréia                                                | Nota(s)              |
| Programaçao original                        | Programaçao original                                                                          | Programaçao original                    | Programaçao original                                           | Programaçao original |
| ------------------------------------------- | --------------------------------------------------------------------------------------------- | --------------------------------------- | -------------------------------------------------------------- | -------------------- |
| Be Cool, Scooby-Doo!                        | Be Cool, Scooby-Doo!                                                                          | Que Legal, Scooby-Doo!                  | 5 de outubro de 2015                                           | [ 2 ]                |
| New Looney Tunes                            | Bugs!                                                                                         | Wabbit                                  | 5 de outubro de 2015                                           | [ 3 ] [ 4 ]          |
| Bunnicula                                   | Bunnicula                                                                                     | Bunnicula, O Vampiro Coelho             | 6 de fevereiro de 2016                                         | [ 5 ] [ 6 ]          |
| Reprises dos programas do Cartoon Network   |                                                                                               |                                         |                                                                |                      |
| Foster's Home for Imaginary Friends         | Casa de Foster de Amigos Imaginários                                                          | A Mansão Foster para Amigos Imaginários | 11 de agosto de 2012 (original) 3 de outubro de 2016 (retorno) | [ 7 ]                |
| Tom e Jerry e The Tom and Jerry Comedy Show |                                                                                               |                                         |                                                                |                      |
| Looney Tunes e Merrie Melodies              | Looney Tunes e Merrie Melodies                                                                | Looney Tunes e Merrie Melodies          | 1 de abril de 2000 (original) 5 de outubro de 2013 (retorno)   |                      |
| Scooby-Doo! Mystery Incorporated            | Scooby-Doo! Mistérios, S/A.                                                                   | Scooby-Doo! Mistério, S/A.              | 2 de junho de 2014 (original) 18 de julho de 2016 (retorno)    | [ 8 ]                |
| The Tom and Jerry Show                      | Tom e Jerry (1ª Temporada na RTP2) O Show de Tom e Jerry (2ª Temporada na RTP e no Boomerang) | O Show de Tom e Jerry                   | 5 de janeiro de 2015                                           | [ 9 ]                |

#### Blocos de programação atuais
- Boomerang Theater (2005 - presente)

#### Curtas animadas atuais
- Merrie Melodies (19 de janeiro de 2015)
- Papa-Léguas e Coyote (19 de janeiro de 2015)
- DC Super Hero Girls (29 de fevereiro de 2016)

### Angola e Moçambique
Esta é uma lista de programas exibidos no Boomerang na Angola e no Moçambique.
| Título                                                         | Data de estreia                                                |
| Programação da Warner Bros. Animation e da Metro-Goldwyn-Mayer | Programação da Warner Bros. Animation e da Metro-Goldwyn-Mayer |
| -------------------------------------------------------------- | -------------------------------------------------------------- |
| Looney Tunes                                                   | 21 de abril de 2015                                            |
| The Looney Tunes Show                                          | 21 de abril de 2015                                            |
| O Que Há de Novo, Scooby-Doo?                                  | 21 de abril de 2015                                            |
| O show deTom e Jerry (2014)                                    | 21 de abril de 2015                                            |
| Tom & Jerry                                                    | 21 de abril de 2015                                            |
| Baby Looney Tunes                                              | 24 de agosto de 2015                                           |
| Bugs!                                                          | 20 de dezembro de 2015                                         |
| As Aventuras dos Tiny Toons                                    | Final de 2015                                                  |
| Be Cool Scooby-Doo!                                            | Março de 2016                                                  |
| Programação Original                                           |                                                                |
| The Happos Family                                              | 14 de outubro de 2016                                          |
| Meu Cavaleiro e Eu                                             | 1 de fevereiro de 2017                                         |
| Programação não original                                       |                                                                |
| Garfield                                                       | 21 de abril de 2015                                            |
| Vila Moleza                                                    | 21 de abril de 2015                                            |
| Inspetor Gadget (2015)                                         | 21 de abril de 2015                                            |
| Coruja & Companhia                                             | 25 de abril de 2015                                            |
| Mr.Bean                                                        | 25 de abril de 2015                                            |
| Oddbods                                                        | Fevereiro de 2016                                              |
| Pantera Cor-de-Rosa e Companhia                                | 5 de março de 2016                                             |
| Oggy e as Baratas                                              | 14 de maio de 2016                                             |
| Bunnicula                                                      | 21 de maio de 2016                                             |

### Portugal
Esta é uma lista de programas exibidos no Boomerang em Portugal.
| Título                                | Data de estreia                       | Notas                                                                               |
| Programação da Warner Bros. Animation | Programação da Warner Bros. Animation | Programação da Warner Bros. Animation                                               |
| ------------------------------------- | ------------------------------------- | ----------------------------------------------------------------------------------- |
| Baby Looney Tunes                     | 26 de abril de 2018                   | Repetições, anteriormente na RTP2 e no Canal Panda                                  |
| New Looney Tunes (Bugs!)              | 26 de abril de 2018                   | Repetições, também na RTP2                                                          |
| O Show de Tom e Jerry (2014)          | 26 de abril de 2018                   | Repetições, também na RTP2                                                          |
| As Aventuras de Tom e Jerry           | 26 de abril de 2018                   | Repetições, anteriormente na RTP2                                                   |
| Scooby-Doo Mistérios S.A.             | 26 de abril de 2018                   | Repetições, anteriormente no Cartoon Network e na RTP2                              |
| Be Cool, Scooby-Doo                   | 26 de abril de 2018                   | Repetições, agora na RTP2 e anteriormente no Cartoon Network                        |
| O Que Há de Novo, Scooby-Doo?         | 26 de abril de 2018                   | Repetições, anteriormente no Biggs                                                  |
| A Corrida Mais Louca do Mundo         | 26 de abril de 2018                   | Repetições                                                                          |
| Dorothy e o Feiticeiro de Oz          | 26 de abril de 2018                   | Repetições                                                                          |
| The Looney Tunes Show                 | 17 de setembro de 2018                | Repetições, anteriormente na RTP2 (todas as temporadas) e no Biggs (1ª temporada)   |
| Programação Original                  |                                       |                                                                                     |
| Grizzy e os Lemingues                 | 26 de abril de 2018                   | Novos episódios, também na RTP2                                                     |
| Pat, o Cão                            | 26 de abril de 2018                   | Novos episódios                                                                     |
| Programação não original              |                                       |                                                                                     |
| Mr. Bean: The Animated Series         | 26 de abril de 2018                   | Repetições, anteriormente na RTP1 e na SIC K                                        |
| Garfield                              | 26 de abril de 2018                   | Repetições, anteriormente na RTP2 e no Cartoon Network                              |
| Vila Moleza                           | 26 de abril de 2018                   | Repetições, anteriormente no Canal Panda, RTP1 e RTP2                               |
| Doraemon (2005)                       | 7 de janeiro de 2019                  | Repetições, anteriormente no Panda Biggs e no Cartoon Network e agora no Panda Kids |
| Doraemon (1979)                       | 12 de maio de 2021                    | Repetições, anteriormente na RTP1, RTP2, Canal Panda e no Panda Biggs               |

### Reino Unido e Irlanda
Esta é uma lista de programas atualmente transmitidos ao ar na programação do Boomerang no Reino Unido e na Irlanda, a partir de 5 de novembro de 2016.
| Títulos                               | Títulos em Português | Títulos em Português do Brasil        | Data de estréia                                               |
| Programação da Warner Bros. Animation | Programação da Warner Bros. Animation | Programação da Warner Bros. Animation | Programação da Warner Bros. Animation                         |
| ------------------------------------- | --- | ------------------------------------- | ------------------------------------------------------------- |
| The Tom and Jerry Show (2014)         | Tom e Jerry (1ª Temporada na RTP2) O Show de Tom e Jerry (2ª Temporada na RTP e no Boomerang)                                               | O Show de Tom e Jerry                 | 12 de Abril de 2015                                           |
| Looney Tunes                          | Looney Tunes | Looney Tunes                          | 5 de Julho de 2015                                            |
| What's New, Scooby-Doo?               | O Que Há de Novo, Scooby-Doo? | O Que Há de Novo, Scooby-Doo?         | 5 de Julho de 2015                                            |
| The Looney Tunes Show                 | Looney Tunes (RTP2) The Looney Tunes Show (Biggs e Boomerang)                                                                               | O Show dos Looney Tunes               | 5 de Julho de 2015                                            |
| Scooby-Doo! Mystery Incorporated      | Scooby-Doo! Mistérios, S/A. | Scooby-Doo! Mistério, S/A.            | 5 de Julho de 2015                                            |
| Be Cool, Scooby-Doo!                  | Be Cool, Scooby-Doo! | Que Legal, Scooby-Doo                 | 4 de Outubro de 2015                                          |
| Wabbit                                | Bugs! | Wabbit!                               | 2 de Novembro de 2015                                         |
| Bunnicula                             | Bunnicula | Bunnicula, O Vampiro Coelho           | 2 de Maio de 2016                                             |
| Programação da Hanna-Barbera          | |                                       |                                                               |
| Tom and Jerry                         | Tom e Jerry | Tom e Jerry                           | 5 de Julho de 2015                                            |
| Tom and Jerry Tales                   | As Aventuras de Tom e Jerry | As Aventuras de Tom e Jerry           | 5 de Julho de 2015                                            |
| Programação não-original              | |                                       |                                                               |
| The Garfield Show                     | Garfield | O Show do Garfield                    | 5 de Maio de 2009                                             |
| Mr. Bean - The Animated Series        | Mr. Bean em Série Animada (RTP1) O Imparável Mr. Bean (SIC K) Mr. Bean (Boomerang)                                                          | Mr. Bean                              | 2010                                                          |
| Chowder                               | |                                       | 2010                                                          |
| LazyTown                              | Vila Moleza | LazyTown                              | 2010                                                          |
| Pink Panther and Pals                 | Pantera Cor-de-Rosa e Companhia | A Turma da Pantera Cor-de-Rosa        | 19 de Abril de 2010 (original) 11 de Abril de 2016 (retorno)  |
| DreamWorks Dragons                    | Dragões: O Esquadrão de Berk (1ª Temporada) Dragões: Defensores de Berk (2ª Temporada) Dragões: Em Busca do Desconhecido (3 e 4ª Temporada) | Como Treinar o Seu Dragão: A Série    | 2013                                                          |
| The Jungle Bunch                      | Missão: Ao Resgate da Selva (Canal Panda)                                                                                                   | A Turma da Floresta ao Regaste        | 8 de Setembro de 2014 (original) 6 de Junho de 2016 (retorno) |
| Inspector Gadget                      | Inspector Gadget | Inspetor Bugiganga 2.0                | 16 de Fevereiro de 2015                                       |
| Sonic Boom                            | Sonic Boom | Sonic Boom                            | 5 de Julho de 2015                                            |
| George of the Jungle                  | George of the Jungle (Cartoon Network) George, o Rei da Selva (Nickeloden e TVI)                                                            | George, o Rei da Floresta             | 6 de Julho de 2015                                            |
| Oddbods                               | Oddbods | Oddbods                               | 27 de Fevereiro de 2016                                       |
| Talking Tom and Friends               | Talking Tom e Amigos | Talking Tom e Amigos                  | 5 de Setembro de 2016                                         |
| Grizzly & The Lemmings                | Grizzly & The Lemmings | Grizzly & The Lemmings                | 10 de Outubro de 2016                                         |
| My Knight and Me                      | Meu Cavaleiro e Eu | Meu Cavaleiro e Eu                    | 1 de Novembro de 2016                                         |
| The Happos Family                     | The Happos Family | The Happos Family                     | 5 de Novembro de 2016                                         |
| Make, Shake and Jake                  | Desconhecido | Desconhecido                          | TDA                                                           |
| Future                                | |                                       |                                                               |
|                                       | |                                       |                                                               |

### Austrália e Nova Zelândia
Esta é uma lista de programas atualmente transmitidos ao ar na programação do Boomerang na Austrália e na Nova Zelândia, a partir de Junho de 2020.
- Angelo Rules (late at night)
- Be Cool, Scooby-Doo!
- Bunnicula
- The Garfield Show (late at night)
- Lamput
- Looney Tunes
- New Looney Tunes
- The Flintstones
- Mighty Mike
- Mr. Bean: The Animated Series
- Scooby-Doo! Mystery Incorporated
- Scooby-Doo and Guess Who?
- Talking Tom and Friends (late at night)
- Taffy
- Thomas and Friends: Big World, Big Adventures!
- Tom and Jerry
- The Tom and Jerry Show
- Wabbit
- Wacky Races
- What's New Scooby-Doo?
- Yabba-Dabba Dinosaurs!

## Ex-programação

### Brasil e América Latina

#### Ex-blocos de programação
- Boombox - era um segmento musical que foi ao ar desde o final de 2007, o que incluiu vídeos de música, performances ao vivo e documentários de música para vários artistas, como Avril Lavigne, Katy Perry, Lady Gaga, Paramore, Thirty Seconds to Mars, entre outros. Ele foi removido, em abril de 2014.
- MiniTV - Ela consistia de programação pré-escolar focada em crianças de 2 a 6 anos de idade. Ele foi ao ar todas as manhãs. O logotipo ficou amarelo durante este bloco. Foi lançada em Outubro de 2008.
- Luces, Cámara, Boomerang/Luz, Câmera, Boomerang - Este bloco de programação foi o único a já existe no antigo Boomerang e não foi retirado do canal. Ele foi ao ar diferentes filmes, a maioria deles focada em adolescentes. O logotipo manteve suas cores originais. O bloco foi removido e substituído em Abril de 2014, e Cine Boomerang foi transmitido em Outubro de 2014.
- Programação regular - Programação normal foi ao ar no Boomerang, focado em crianças e famílias. Ele foi ao ar na maior parte durante o dia. O logotipo virou branco vermelho ou às vezes translúcido. Em 2008, até o segundo trimestre de 2014, a programação normal do canal foi focada em adolescentes, com dramas de vários países internacionais.
- Live Action - Boomerang foi ao ar programação focada-teen, com clipes da série, a realidade da série e de vídeo de música. Ele foi ao ar no final da tarde e início da noite. O logotipo virou azul e verde.
- Película Boomerang/Filme Boomerang - Sessões de filmes durante o dia apenas em dias de semana . O logotipo virou totalmente azul.
- Matinee del Domingo/Matinê de Domingo - Um filme durante a manhã de todos os domingos. O logo ficou vermelho com laranja.
- Boomerang Clásico/Boomerang Clássico - Programação clássico foi ao ar todas as noites e início da manhã até o amanhecer. O logotipo virou totalmente de verde. Foi lançada em outubro de 2008.
- Boomeraction - Um dos primeiros blocos que foram ao ar no Boomerang, a sua programação focada nos shows de ação-aventura, incluindo Thundarr, o Bárbaro, SWAT Kats, Os Piratas de Águas Sombrias, Jonny Quest e Space Ghost. Ele também foi um dos únicos blocos do Boomerang que foram ao ar em todos feeds internacionais, incluindo as versões de televisão do Reino Unido, América Latina e Austrália. O bloco foi removido por 02 de abril de 2006, devido a primeiro rebrand, como toda a programação do bloco de esquerda na programação.
- Cine Boom - foi um bloco de filmes semanal orientado para a família (semelhante a do Cartoon Network Cine Toon). Exibia filmes clássicos das produções originais da GoodTimes Entertainment. O bloco foi removido por 02 de abril de 2006, devido a primeiro rebrand, como toda a programação do bloco de esquerda na programação.

## Logos
Estados Unidos

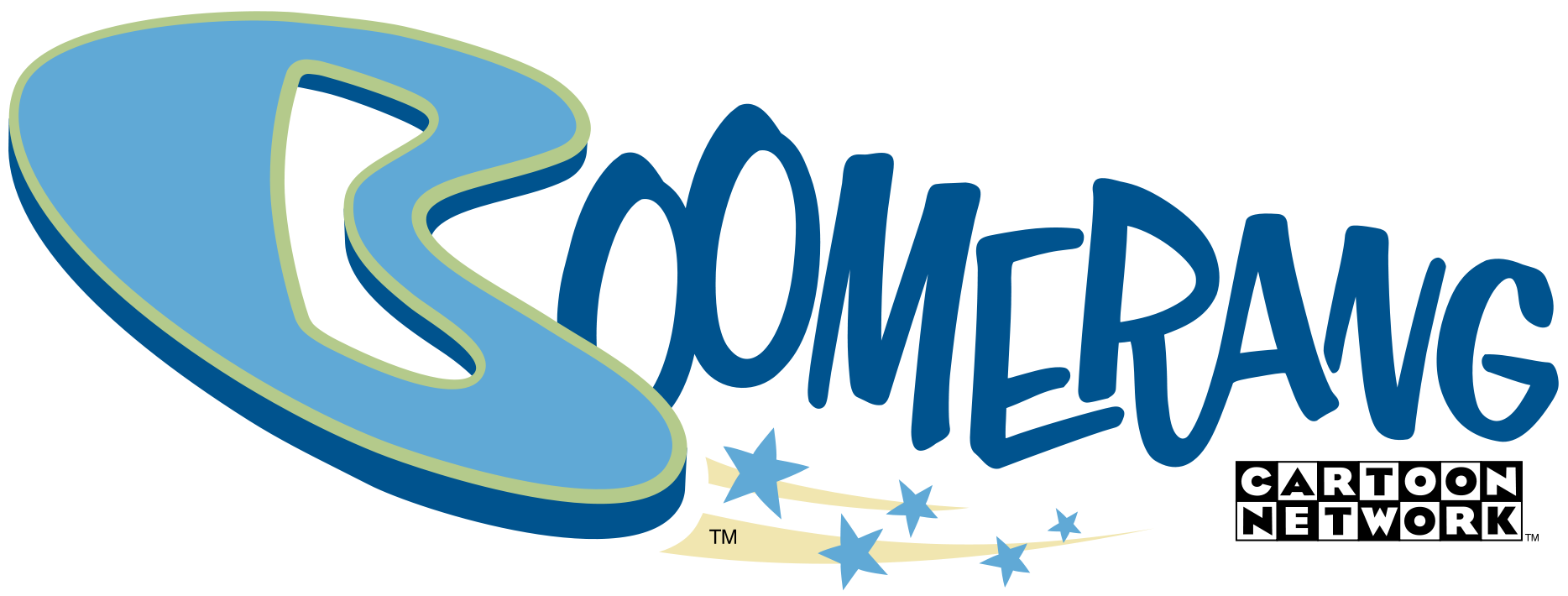
Logo original utilizado nos Estados Unidos entre 1 de abril de 2000 a 19 de janeiro de 2015.
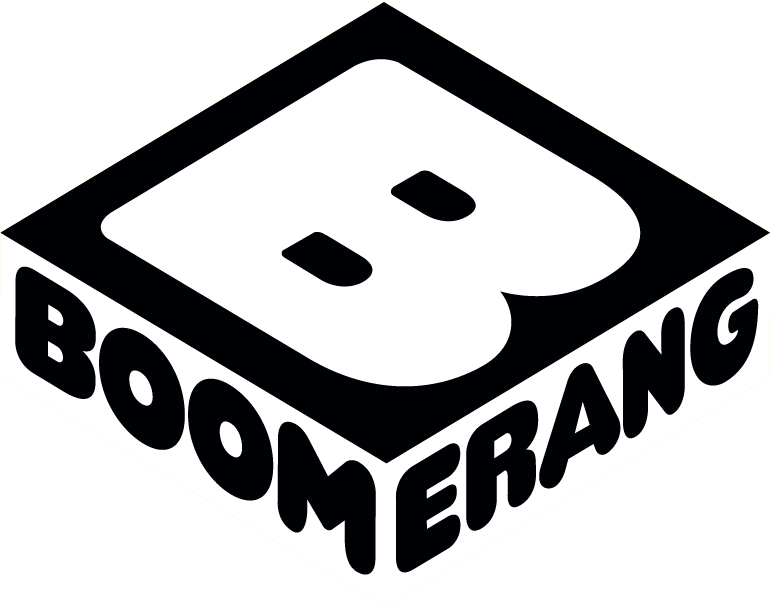
Logo utilizado nos Estados Unidos a partir de 19 de janeiro de 2015.

#### Portugal, Angola e Moçambique

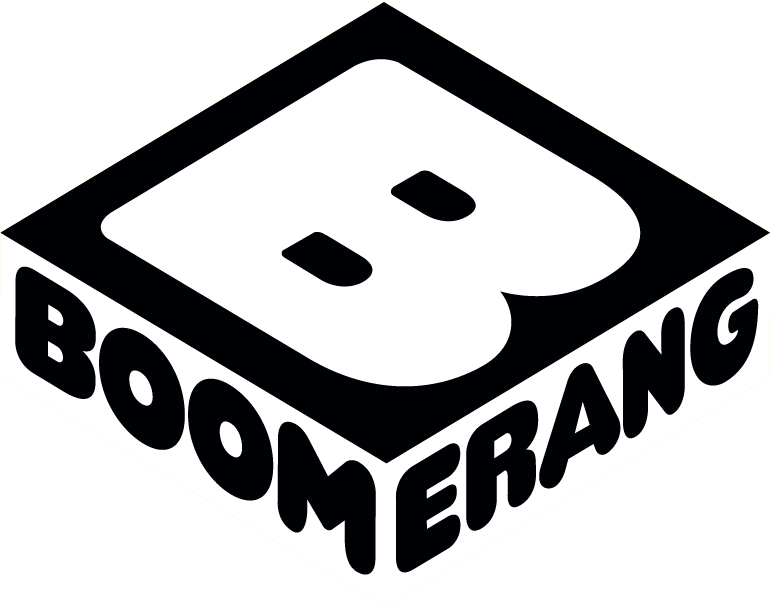
Logo utilizado em Angola e Moçambique desde 21 de abril de 2015.

#### América Latina e Brasil

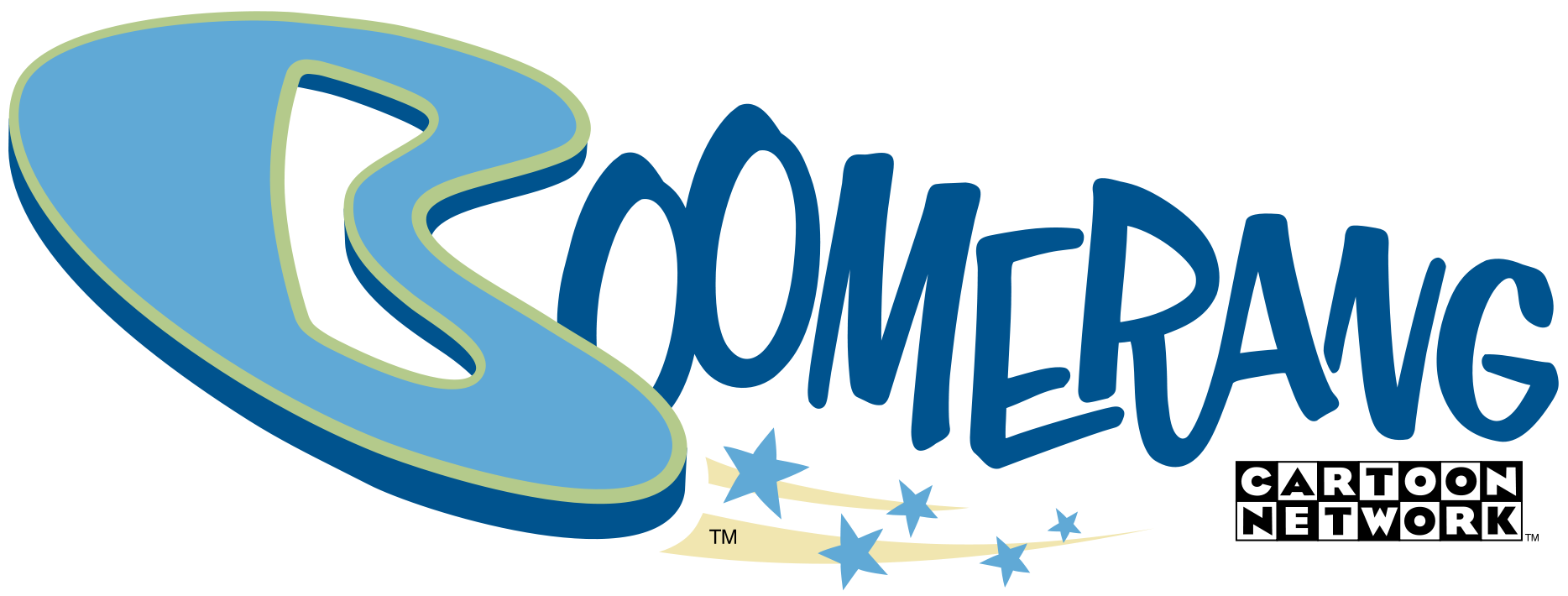
Logo utilizado na América Latina e no Brasil entre 2001 e 2006
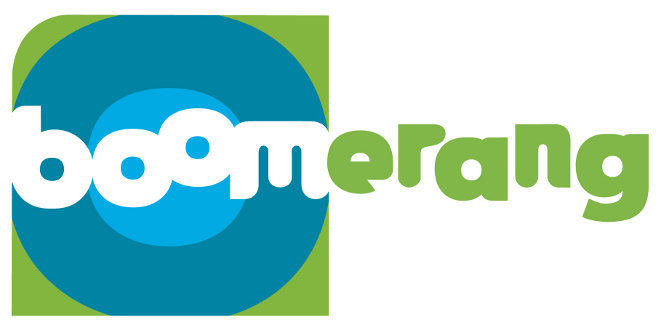
Logo utilizado na América Latina e no Brasil entre 2006 e 2008.
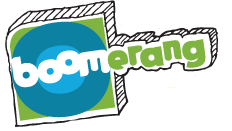
Logo utilizado na América Latina e no Brasil entre 2008 e 2010.
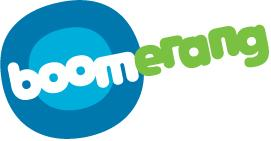
Logo utilizado na América Latina e no Brasil entre 1 de outubro de 2010 e 28 de setembro de 2014.
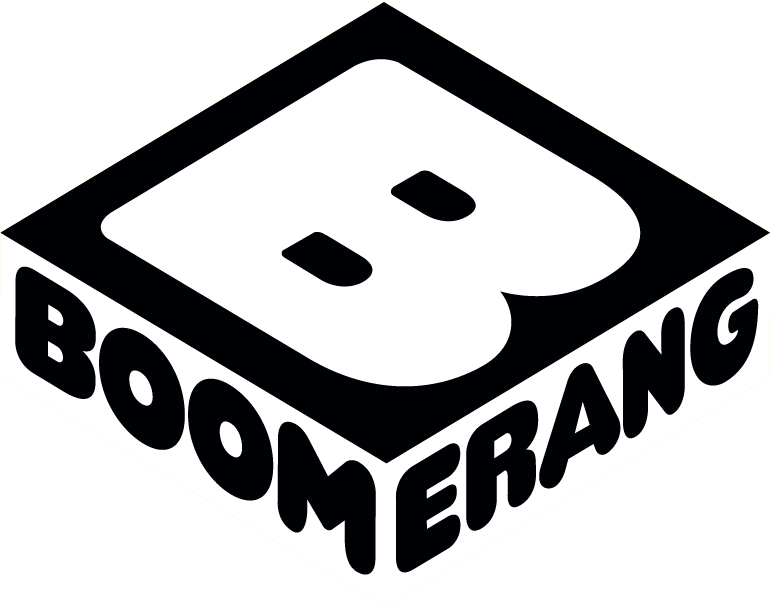
Logo utilizado entre 28 de setembro de 2014 e 1 de dezembro de 2021.

Reino Unido e Irlanda

Logo utilizado no Reino Unido e Irlanda entre 13 de setembro de 2004 e 16 de fevereiro de 2015.
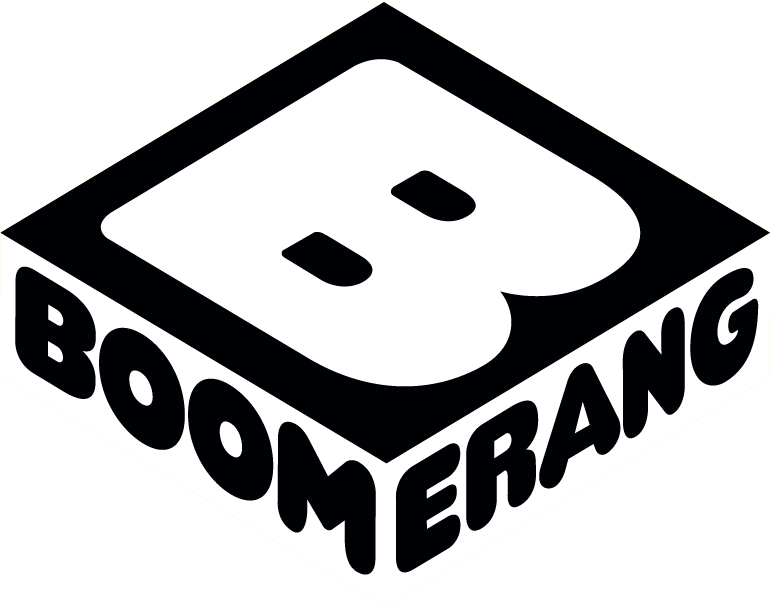
Logo utilizado no Reino Unido e Irlanda desde 16 de fevereiro de 2015.

Austrália e Nova Zelândia

Logo utilizado na Austrália e Nova Zelândia entre 1 de dezembro de 2012 e 3 de novembro de 2014.
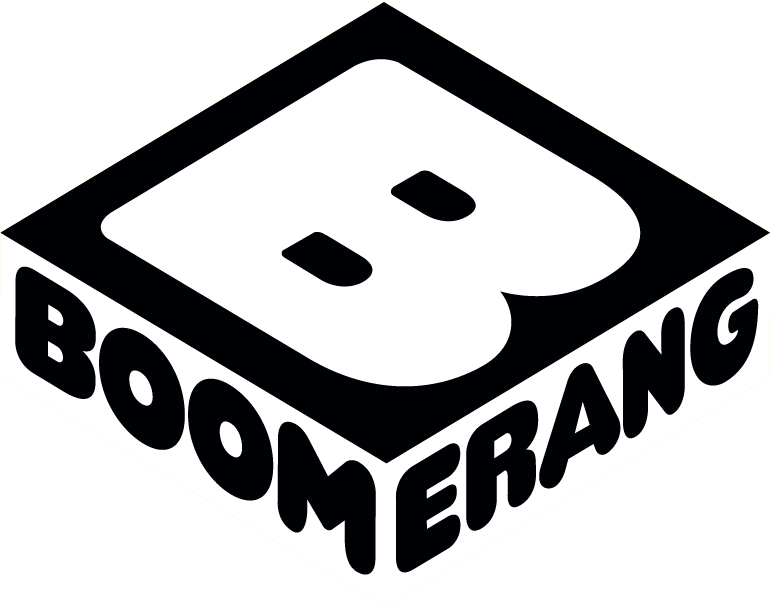
Logo utilizado na Austrália e Nova Zelândia a partir de 3 de novembro de 2014.